# 노르웨이 여자 U-20 축구 국가대표팀
노르웨이 여자 U-20 축구 국가대표팀은 노르웨이를 대표하는 20세 이하 선수들로 구성된 여자 축구 국가대표팀이다.

## 성적

### FIFA U-20 여자 월드컵
- 2002년 : 본선 진출 실패
- 2004년 : 본선 진출 실패
- 2006년 : 본선 진출 실패